# Sisyrina qiong
Sisyrina qiong är en insektsart som beskrevs av C.-k. Yang och Gao 2002. Sisyrina qiong ingår i släktet Sisyrina och familjen svampdjurssländor. Inga underarter finns listade i Catalogue of Life.